# والتر ولترونی
والتر ولترونی (انگلیسی: Walter Veltroni؛ زادهٔ ۳ ژوئیهٔ ۱۹۵۵) یک سیاست‌مدار اهل ایتالیا است.
وی همچنین برنده جوایزی همچون لژیون دونور (افسر) شده‌است.